# Rhabdotalebra ornata
Rhabdotalebra ornata är en insektsart som beskrevs av Young 1957. Rhabdotalebra ornata ingår i släktet Rhabdotalebra och familjen dvärgstritar. Inga underarter finns listade i Catalogue of Life.